# Callisto (Marvel Comics)
Callisto è un personaggio dei fumetti Marvel Comics, creato da Chris Claremont (testi) e Paul Smith (disegni). È apparsa per la prima volta su Uncanny X-Men n.169 del maggio 1983.
Callisto era il capo dei Morlock, un gruppo di mutanti abitatori dei sotterranei di New York, e in tale veste si è scontrata diverse volte con gli X-Men, e in particolare con Tempesta, per la quale ha sempre provato un misto di ammirazione e invidia. In passato ha anche brevemente fatto parte degli Uomini X.
È in genere riconoscibile per una vistosa benda su un occhio, oltre ad avere molte cicatrici su tutto il corpo che ne deturpano l'aspetto fisico, anche se un tempo era una donna estremamente attraente.

## Biografia del personaggio
Poco si sa della vita di Callisto prima che si unisse al gruppo dei morlock, a parte il fatto che originariamente era una bella donna, e che le sue molte cicatrici sono il risultato del "grave errore che fu tentare di vivere in mezzo agli esseri umani".

### Morlock
Come leader dei morlock, Callisto rapì Angelo, con l'intenzione di farne il suo compagno. Tempesta allora la sfidò a duello per la leadership del suo gruppo: sconfitta, Callisto rimase a capo dei Morlock in cambio di una promessa di pace tra i mutanti della superficie e quelli del sottosuolo. Da quel giorno Callisto iniziò a nutrire rispetto per Tempesta, ma anche disprezzo per averle risparmiato la vita, fatto che la morlock giudicò un'imperdonabile debolezza. Tentò quindi di vendicarsi cercando di convincere Kitty Pryde a sposare Calibano, e quando lo stregone Kulan Gath terrorizzò la città di New York trasformandola in una sorta di città preistorica, Callisto si alleò con lui e affrontò nuovamente Tempesta, che le salvò ancora una volta la vita.
In seguito i suoi rapporti con gli X-Men migliorarono decisamente: dapprima salvò il Professor X da un tentato omicidio, e in seguito, dopo il massacro mutante che decimò il gruppo dei morlock, Callisto si unì agli X-Men, all'epoca guidati da Tempesta, con la quale instaurò una profonda amicizia. Poco dopo si trasferì all'Isola di Muir per diventare la guardia del corpo della dottoressa Moira MacTaggert.

### Being Beautiful
Tempo dopo Masque, diventato il nuovo leader dei morlock superstiti, usò la sua abilità per restituire a Callisto la sua originaria bellezza. In questa nuova veste incontrò un Colosso in preda ad un'amnesia, nella veste di Peter Nicholas. I due si innamorarono e lei iniziò a lavorare come modella. Purtroppo le intenzioni di Masque erano tutt'altro che benevole, ed egli ritrasformò molte volte Callisto, con l'intenzione di portarla al crollo psicologico, fino all'intervento degli X-Men. I morlock allora attaccarono Callisto, fino quasi ad ucciderla. Lei si salvò, ma in seguito alle ferite riportate perse definitivamente la sua ritrovata bellezza, e le cicatrici tornarono a deturpare il suo corpo.
In cerca di vendetta si alleò con Mikhail Rasputin, fratello maggiore di Colosso, che stava addestrando una nuova squadra di giovani morlock che presero il nome di Gene Nation. Dopo essere stati per un certo tempo in una terra alternativa dove il tempo scorreva più velocemente, il gruppo tornò sulla terra più forte di prima e intenzionato a vendicarsi del massacro mutante compiuto tempo prima dai Marauders. Callisto allora, con l'aiuto dell'ex amante Colosso, avvertì gli X-Men della strage di innocenti progettata da Mikail e dai Gene Nation, e per impedirla guidò Tempesta e Wolverine nelle fogne di New York, dove assistette al duello tra Tempesta e la nuova leader dei giovani morlock Marrow, a cui la mutante africana strappò uno dei due cuori.
Callisto rimase nelle fogne per curare Marrow, e dopo essere rimasta ferita durante Operazione: Zero Tolerance, le consigliò di unirsi agli X-Men, come anche lei aveva fatto in passato.
Infine è stata tra coloro che hanno aiutato il Professor X e Magneto a ricostruire l'isola di Genosha.

## Poteri e abilità
Callisto è una mutante, il cui principale potere era costituito da una capacità sensoriale straordinaria, che investe tutti e cinque i sensi, oltre a un'accresciuta forza e agilità e a un parziale fattore di guarigione.
Grazie a queste capacità era inoltre un'eccezionale combattente corpo a corpo, ed è esperta nell'uso di alcune armi come i coltelli.
I suoi poteri sono tuttavia scomparsi in seguito all'M-Day.

## Altri media

### Televisione
Callisto è apparsa nelle serie di animazione Insuperabili X-Men e X-Men: Evolution. In entrambe le serie è la leader del gruppo dei Morlock.

### Cinema
- Callisto è apparsa per la prima volta nel film X-Men - Conflitto finale (2006), terzo capitolo della saga cinematografica sugli X-Men, interpretata dall'attrice e modella dominicana Dania Ramírez. Nel film è la leader degli Omega, un gruppo di mutanti che vive nei sotterranei e che ricorda da vicino i morlock del fumetto. Nella versione cinematografica del personaggio, i tatuaggi sostituiscono le cicatrici e ha alcuni poteri in più, come una velocità estremamente elevata. Tuttavia, come nel fumetto, sembra avere un conto in sospeso con Tempesta, e le due combattono più volte nel corso del film.
- Callisto è riapparsa anche nel trentaquattresimo film del Marvel Cinematic Universe Deadpool & Wolverine (2024), interpretata da Chloe Kibble.